# 張穆 (正統進士)
張穆（1415年—？），字敬之，直隸蘇州府崑山縣人，民籍。明朝政治人物。進士出身。

## 生平
應天府鄉試第四十二名。正統四年（1439年）己未科會試第二名，殿試登進士第二甲第十四名，授工部主事，歷山東按察司副使，屢陞浙江右參政，致仕卒。

## 家族
曾祖張道昇。祖父張文裕。父亲張用禮。